# Alexandr Bodunov
Alexandr Ivanovič Bodunov, rusky Алекса́ндр Ива́нович Бодуно́в, (3. června 1951 Moskva – 11. května 2017) byl ruský hokejový útočník. Po skončení aktivní kariéry působil jako trenér.

## Reprezentace

### Juniorské
Byl juniorským mistrem Evropy z roku 1970.

### Reprezentační statistiky
| 1970 | SSSR 19 | ME 19 | 5 | 4 | 1 | 5 | 0 |

### SSSR
S reprezentací Sovětského svazu získal v letech 1973 a 1974 titul mistra světa. V roce 1972 nastoupil v sérii utkání s výběrem kanadské NHL.

## Klubová kariéra
Začínal v CSKA Moskva (1968-1971). V letech 1967–1979 a 1981-1982 za Křídla Sovětů Moskva. V letech 1979-1981 hrál za Spartak Moskva.

### Klubové statistiky
| Sezona  | Klub                 | Soutěž | Základní část | Základní část | Základní část | Základní část | Základní část |
| Sezona  | Klub                 | Soutěž | Z             | G             | A             | B             | TM            |
| ------- | -------------------- | ------ | ------------- | ------------- | ------------- | ------------- | ------------- |
| 1967/68 | CSKA Moskva          | SSSR   | 1             | 0             | 0             | 0             | 0             |
| 1969/70 | CSKA Moskva          | SSSR   | 15            | 8             | -             | -             | -             |
| 1970/71 | CSKA Moskva          | SSSR   | 12            | 5             | 1             | 6             | -             |
| 1971/72 | Křídla Sovětů Moskva | SSSR   | 32            | 18            | 5             | 23            | 12            |
| 1972/73 | Křídla Sovětů Moskva | SSSR   | 31            | 19            | 6             | 25            | 10            |
| 1973/74 | Křídla Sovětů Moskva | SSSR   | 32            | 20            | 16            | 36            | 20            |
| 1974/75 | Křídla Sovětů Moskva | SSSR   | 36            | 29            | 9             | 38            | 14            |
| 1975/76 | Křídla Sovětů Moskva | SSSR   | 36            | 22            | 11            | 33            | 22            |
| 1976/77 | Křídla Sovětů Moskva | SSSR   | 32            | 28            | 16            | 44            | 40            |
| 1977/78 | Křídla Sovětů Moskva | SSSR   | 33            | 18            | 10            | 28            | 20            |
| 1978/79 | Křídla Sovětů Moskva | SSSR   | 42            | 24            | 14            | 38            | 31            |
| 1979/80 | Spartak Moskva       | SSSR   | 37            | 5             | 7             | 12            | 14            |
| 1980/81 | Spartak Moskva       | SSSR   | 12            | 3             | 3             | 6             | 4             |
| 1981/82 | Křídla Sovětů Moskva | SSSR   | 23            | 7             | 6             | 13            | 8             |